# Ђого Писара
Ђого Писара (порт. Diogo Piçarra, Фаро, 19. октобар 1990) је португалски поп-рок музичар, који се прославио победом у петој сезони португалске верзије такмичења Идол. Има брата близанца који се зове Андре. Издао је три музичка албума.

## Дискографија[4]
Албуми
- Sessions (ЕП, Universal, 2014)
- Espelho (албум, Universal, 2015)
- do=s (албум, Universal, 2017)
- Abrigo (ЕП, Universal, 2018)
- South Side Boy (албум, Universal, 2019)